# José Pereira
José Pereira, właśc. Alberto Augusto Antunes Festa (ur. 15 września 1931 w Torres Vedras) – portugalski piłkarz, bramkarz. Brązowy medalista MŚ 66.
Przez wiele lat (1954–1967) bronił barw CF Os Belenenses. Podczas MŚ 66 zagrał w pięciu spotkaniach Portugalii w turnieju, po pierwszym meczu zastąpił w bramce Joaquima Carvalho. Łącznie w reprezentacji Portugalii rozegrał 11 spotkań. Debiutował w 1965 w wieku 33 lat, ostatni raz zagrał we wrześniu 1966.